# Patrick McCourt
Pour les articles homonymes, voir McCourt.
Patrick McCourt, né le 16 décembre 1983 à Derry, est un footballeur nord irlandais. Il est milieu de terrain.

## Palmarès
| Derry City FC - Coupe d'Irlande - Vainqueur (1) : 2006 - Coupe de la Ligue d'Irlande - Vainqueur (2) : 2006, 2007 |  | Celtic Glasgow - Championnat d'Écosse - Vainqueur (2) : 2012, 2013 - Coupe de la Ligue - Vainqueur (1) : 2009 - Coupe d'Écosse - Vainqueur (1) : 2011 |

### Distinctions individuelles
- Meilleur jeune du Championnat d'Irlande en 2005.